# Воронков, Владимир Андреевич (хоккеист)
Владимир Андреевич Воронков (род. 15 февраля 1988, Липецк) — российский хоккеист, защитник.
Воспитанник липецкого хоккея. В первенстве России начинал играть в команде первой лиги «Липецк-2» в сезонах 2003/04 — 2004/05. Сезон 2005/06 начал во второй команде тольяттинской «Лады», затем переехал в Санкт-Петербург, где выступал за команды высшей лиги «Спартак» и первой лиги «СКА-2». В сезоне 2007/08 провёл по одним данным одну, по другим — три игры за СКА в Суперлиге. Сезон 2008/09 начал в ХК ВМФ и транзитом через саратовский «Кристалл» перешёл в «Липецк». Сезон 2011/12 провёл в команде белорусской Экстралиги «Брест». Завершал карьеру в командах РХЛ «Липецк» (2012/13), «Ростов» (2013/14) и «Тамбов» (2013/14 — 2014/15).